# Epaminondas Vieira da Cunha
Epaminondas Vieira da Cunha, primeiro e único barão de Itapiçuma (Pernambuco, 1829 — Engenho Araripe de Baixo, 29 de junho de 1910) foi um militar brasileiro.

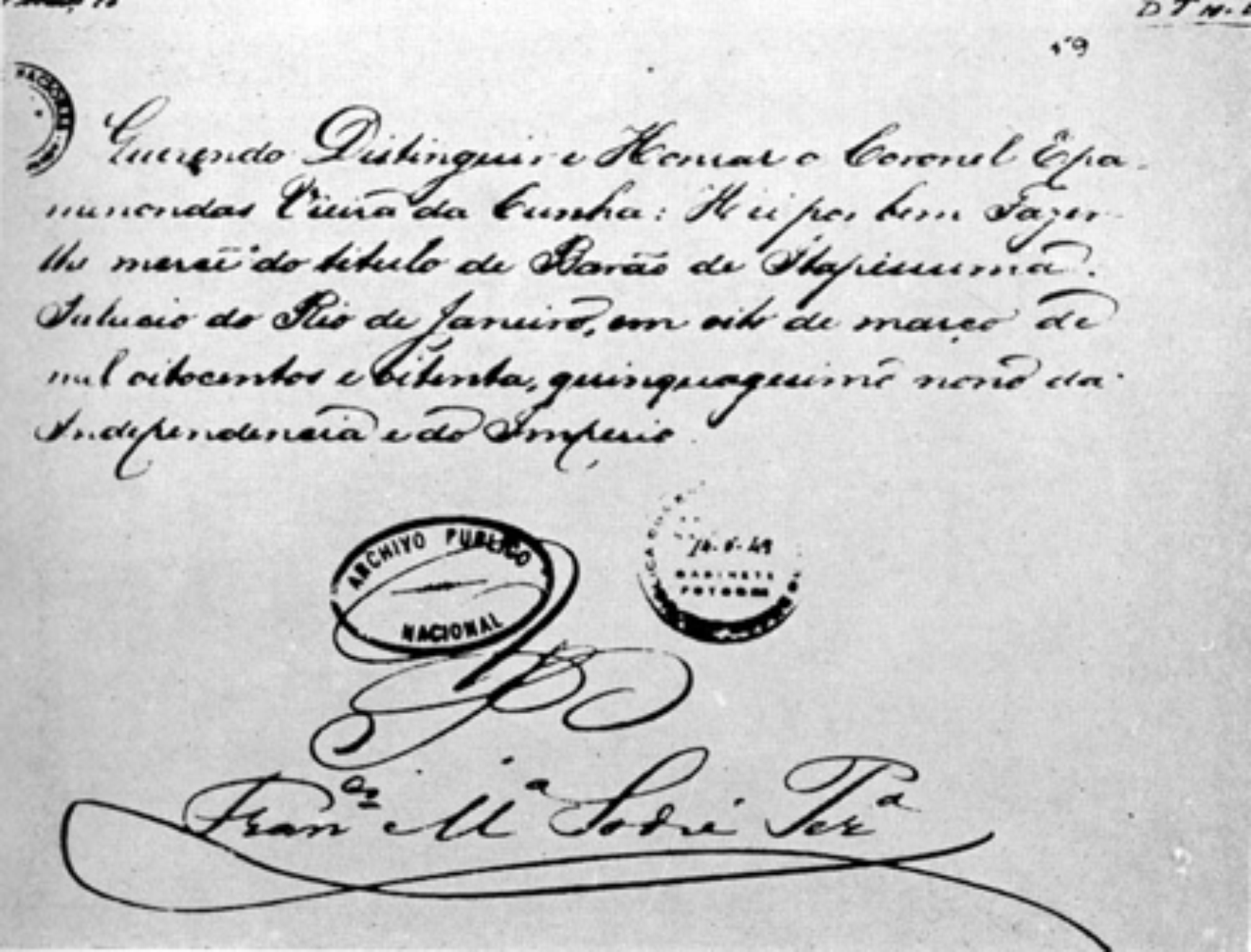
Decreto Imperial de criação da baronia de Itapiçuma em 1880. (Arquivo Nacional).

Filho de João Vieira da Cunha e Maria das Neves Carneiro, casou-se com sua prima Teresa de Morais Vieira da Cunha. Foi irmão de Antero Vieira da Cunha, primeiro e único barão do Araripe.
Coronel da Guarda Nacional, foi agraciado barão em 8 de março de 1880.